# Griseldis Fleming
Griseldis Fleming, auch Griseldis Lindsday Fleming, Griseldis Mallia-Fleming (geboren 1933 in Frankfurt am Main) ist eine deutsche Schriftstellerin.

## Leben
Griseldis Fleming ist die Tochter eines Engländers und einer Deutschen. Sie begann ein Studium an der Wiesbadener Kunstschule, das sie aus finanziellen Gründen nach dem Tod ihres Vaters aufgeben musste. Sie arbeitete als Laborantin und später als Verlagsangestellte. Im Jahr 1963 zog sie nach Sizilien.  Fleming wurde 1964 zu einem der Treffen der Gruppe 47 nach Sigtuna eingeladen. Ihre Lesung, an die der Organisator Hans Werner Richter hohe Erwartungen geknüpft hatte, wurde allerdings „total verrissen“.

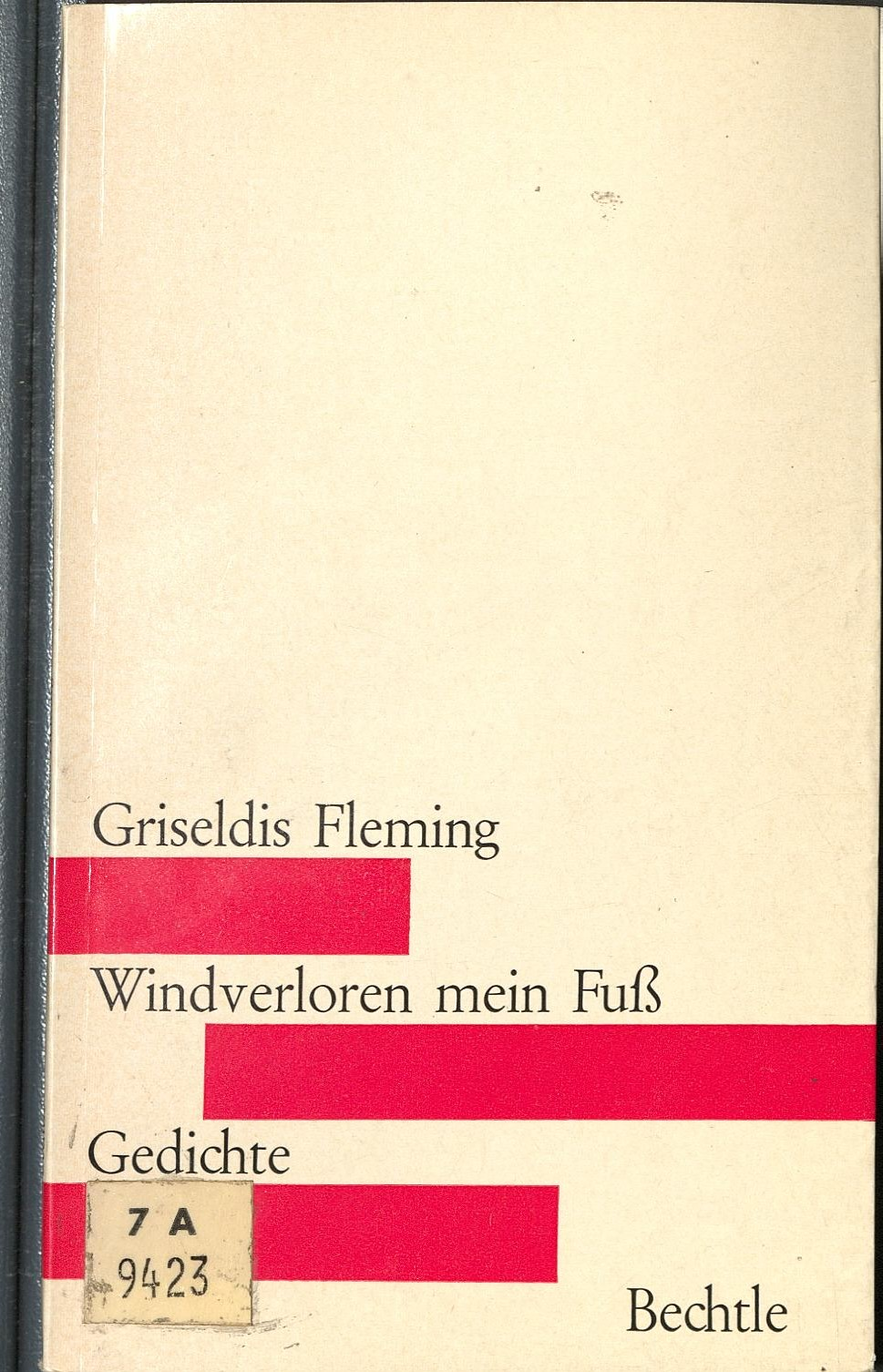
Windverloren mein Fuß (1967)

## Werke
- Windverloren mein Fuß. Gedichte. Nachwort Dieter Hasselblatt. Bechtle, Esslingen 1967.
- Donna : sizilianische Frauenstunden. Rowohlt, Reinbek bei Hamburg 1985.
  - Nel cuore blu del ramarro. Übersetzung ins Italienische Marina Cavallero. Luna, Palermo 1990.